# Stenson Fields
Stenson Fields est une paroisse civile du Derbyshire, en Angleterre.